# 文瀛公园
37°51′53″N 112°33′50″E / 37.86481°N 112.56378°E
文瀛公园，是山西太原市最古老的公园，位于太原市海子边。

## 历史沿革
明朝称之为海子堰。辛亥革命后正式称为文瀛公园，1912年后孙中山来到太原，民众在文瀛公园集会欢迎。1928年改为中山公园，1937年更名为新民公园，1945年改名为民众公园。1982年更名为儿童公园。2009年，正式改名为文瀛公园。

## 图库

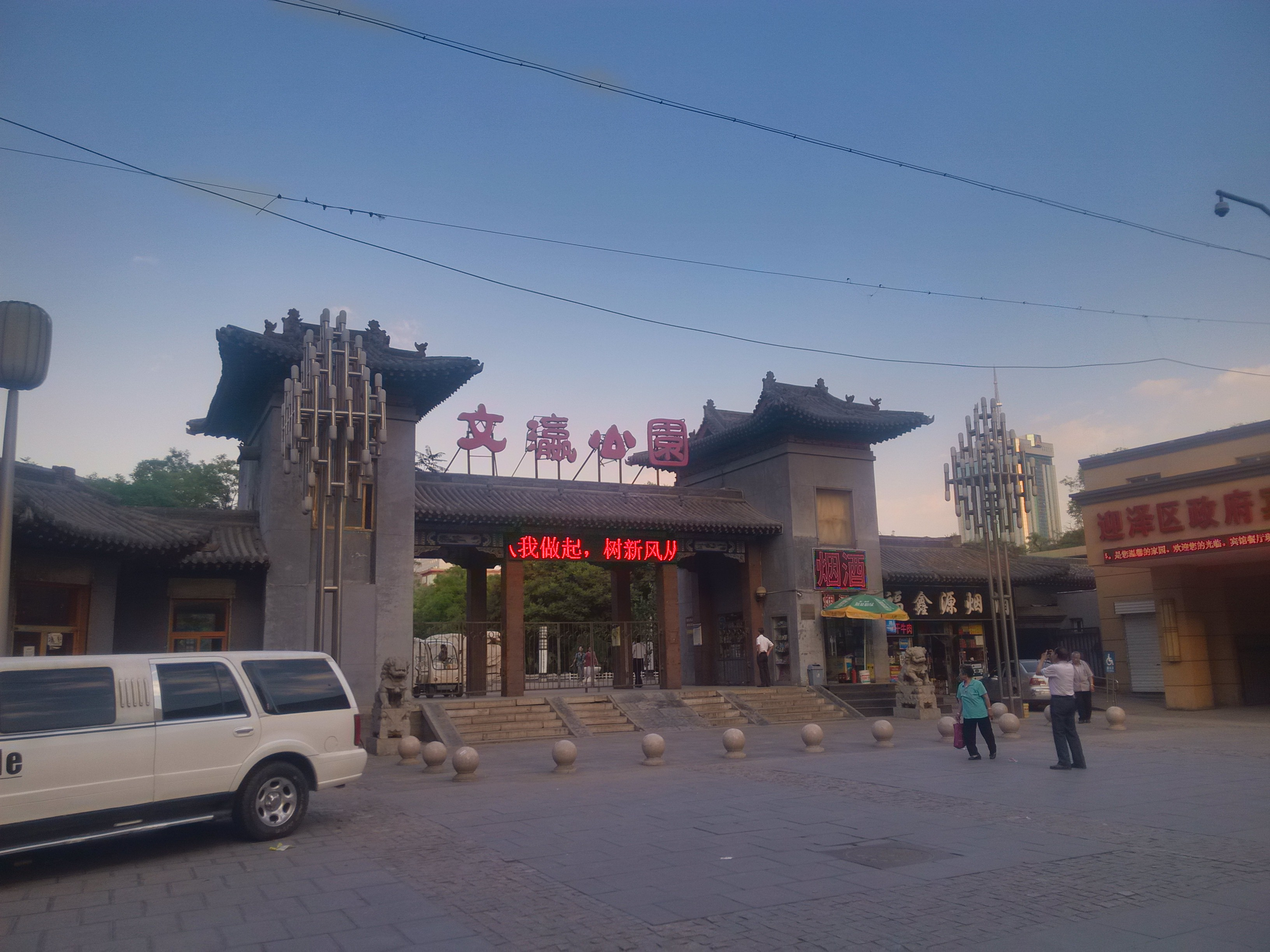
文瀛公园
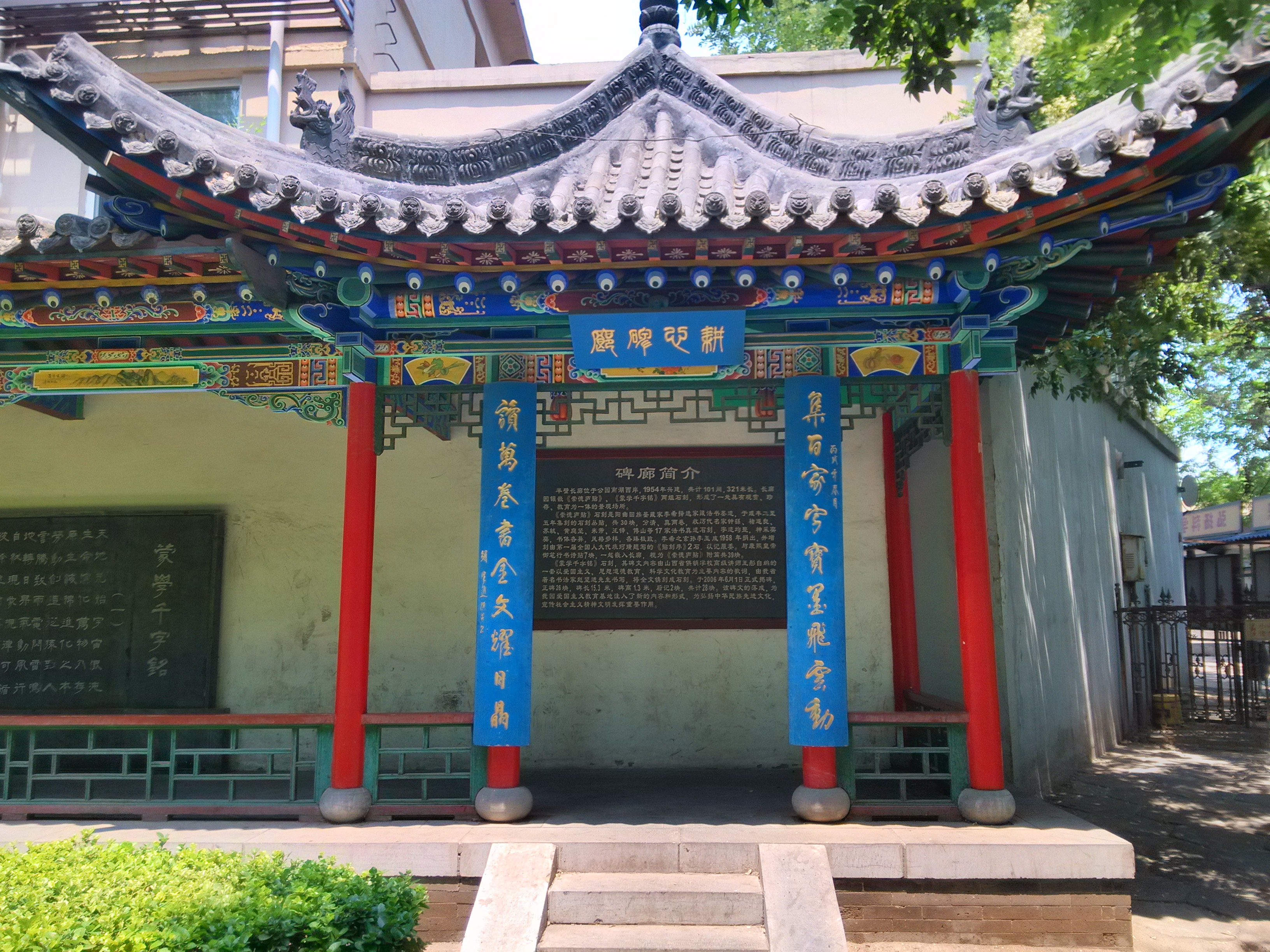
文瀛公园碑廊
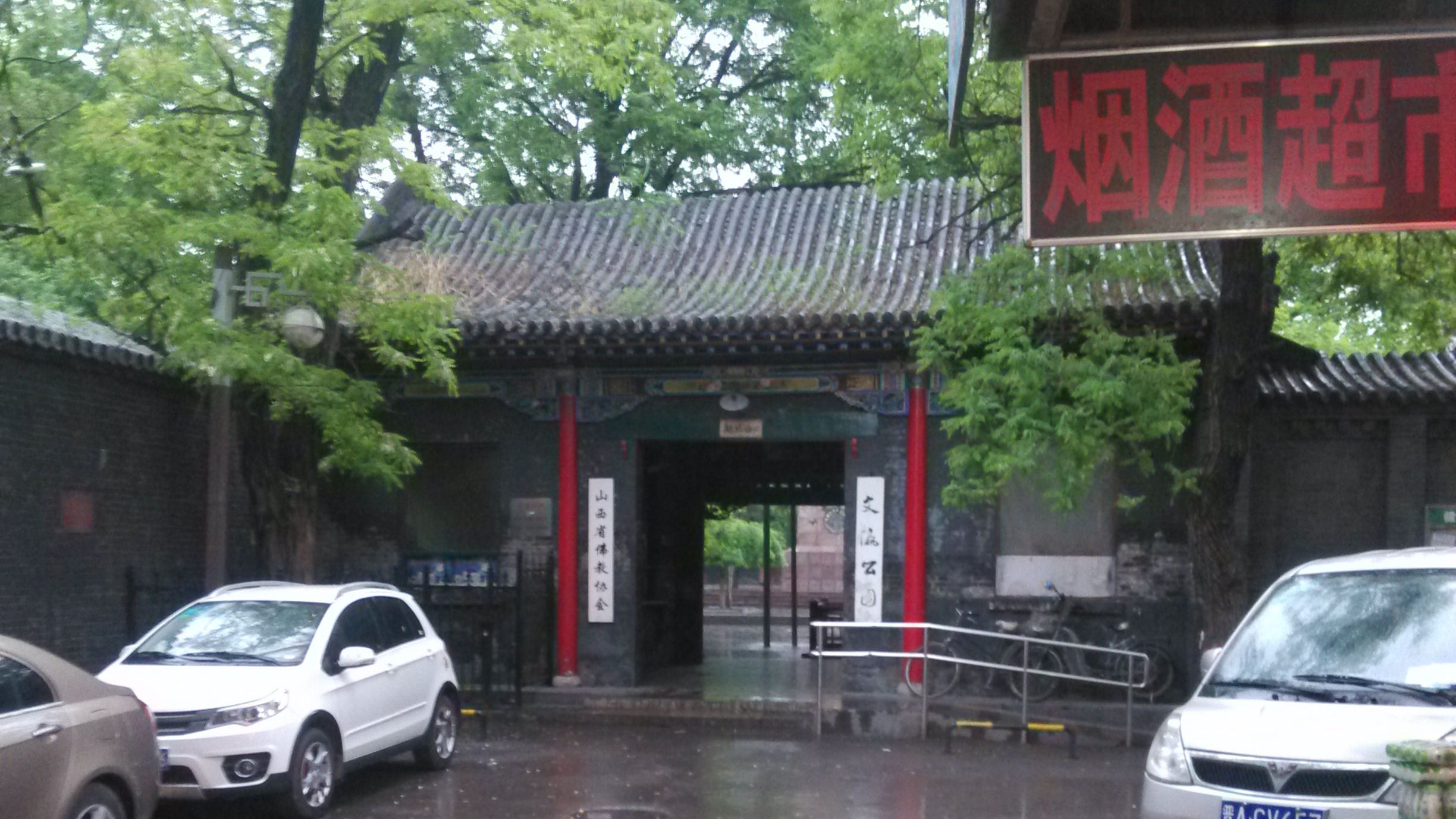
文瀛公园
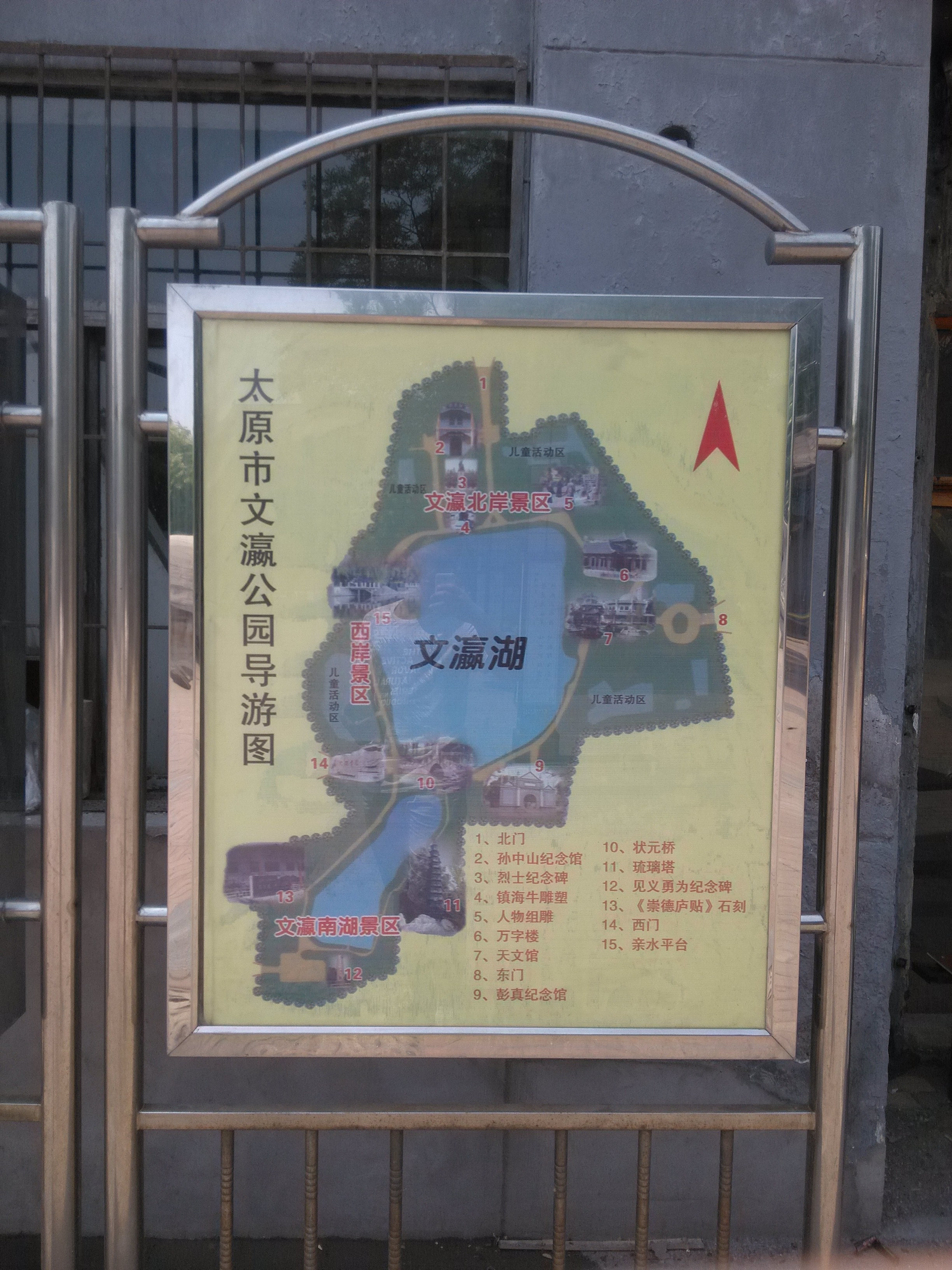
文瀛公园